# نیو هارتفورد (آیووا)
نیو هارتفورد (به انگلیسی: New Hartford) شهری در ایالت آیووا کشور ایالات متحده آمریکا است که جمعیت آن در سرشماری سال ۲۰۱۰ میلادی، ۵۱۶ نفر بوده‌است.